# Higgins (Familienname)
Higgins ist ein Familienname aus dem englischsprachigen Raum.

## Namensträger

### A
- Aidan Higgins (1927–2015), irischer Schriftsteller
- Alex Higgins (1949–2010), nordirischer Snookerspieler
- Alice-Mary Higgins (* 1975), irische parteilose Politikerin und Senatorin
- Andrew Jackson Higgins (1886–1952), US-amerikanischer Ingenieur
- Anthony Higgins (Schauspieler) (* 1947), britischer Schauspieler
- Anthony C. Higgins (1840–1912), US-amerikanischer Politiker

### B
- Ben Higgins (* 2000), britischer Sprinter
- Bertha Higgins (1889–1966), antiguanische Politikerin und Künstlerin
- Bertie Higgins (geb. Elbert Joseph Higgins; * 1944), US-amerikanischer Musiker
- Billy Higgins (1936–2001), US-amerikanischer Jazz-Schlagzeuger
- Brian Higgins (* 1959), US-amerikanischer Politiker
- Bryan Higgins (1741–1818/1820), irischer Naturphilosoph

### C
- Cari Higgins (* 1976), US-amerikanische Radrennfahrerin
- Carol Higgins Clark (1956–2023), US-amerikanische Krimiautorin
- Chris Higgins (Eishockeyspieler) (* 1986), italo-amerikanischer Eishockeyspieler
- Chris Higgins (Musiker) (* 1967), US-amerikanischer Jazzmusiker
- Christopher Higgins (* 1983), US-amerikanischer Eishockeyspieler
- Christopher Longuet-Higgins (1923–2004), britischer Chemiker und Physiker
- Chuck Higgins (eigentlich Charles William Higgins; 1924–1999), US-amerikanischer Saxophonist
- Clare Higgins (* 1955), britische Schauspielerin
- Clay Higgins (* 1961), US-amerikanischer Politiker
- Colin Higgins (Drehbuchautor) (1941–1988), australischer Schriftsteller, Drehbuchautor und Regisseur
- Colin Higgins (Schauspieler) († 2012), britischer Schauspieler
- Colin Higgins (Rollstuhlbasketballspieler) (* 1991), kanadischer Rollstuhlbasketballspieler
- Colin J. Higgins (* 1981), US-amerikanischer Filmeditor
- Cory Higgins (* 1989), US-amerikanischer Basketballspieler

### D
- Daniel Higgins (* 1998), schottischer Fußballspieler
- David Higgins (Ruderer) (* 1947), US-amerikanischer  Ruderer
- David Higgins (Rennfahrer) (* 1972), britischer Rallyerennfahrer
- David Higgins (Sportschütze) (* 1994), US-amerikanischer Sportschütze
- David Anthony Higgins (* 1961), US-amerikanischer Schauspieler
- Dick Higgins (Richard Carter Higgins; 1938–1998), englisch-kanadischer Komponist, Dramatiker und Verleger
- Don Higgins (1934–2004), neuseeländischer Badmintonspieler
- Dudley Higgins (1920–1999), irischer Rugby-Union-Spieler

### E
- Eddie Higgins (1932–2009), US-amerikanischer Jazzpianist
- Edward Higgins (1930–2006), US-amerikanischer Bildhauer
- Edward J. Higgins (1864–1947), britischer General der Heilsarmee
- Edwin Higgins, US-amerikanischer Politiker
- Edwin W. Higgins (1874–1954), US-amerikanischer Politiker
- Eliot Higgins (* 1979), britischer Journalist
- Emer Higgins (* 1986), irische Politikerin (Fine Gael)
- Ernest Higgins (1908–1996), britischer Radrennfahrer

### F
- F. E. Higgins (Fiona E. Higgins; * 1950), irische Kinderbuchautorin
- Frank G. Higgins (1863–1905), US-amerikanischer Politiker
- Frank W. Higgins (1856–1907), US-amerikanischer Politiker

### G
- George V. Higgins (1939–1999), US-amerikanischer Schriftsteller, Anwalt und Hochschullehrer
- Gerald J. Higgins (1909–1996), US-amerikanischer Generalmajor
- Godfrey Higgins (1772–1833), britischer Schriftsteller

### H
- H. B. Higgins (1851–1929), australischer Politiker und Jurist
- Hannah Higgins (* 1964), US-amerikanische Kunsthistorikerin
- Henry Higgins (1944–1978), kolumbianisch-englischer Stierkämpfer

### I
- Ina Higgins (1860–1948), australische Gärtnerin, Landschaftsarchitektin und Feministin

### J
- Jack Higgins (1929–2022), britischer Schriftsteller
- James H. Higgins (1876–1927), US-amerikanischer Politiker
- Jarad Anthony Higgins (1998–2019), US-amerikanischer Rapper, Sänger und Songwriter, siehe Juice Wrld
- Jessica Higgins (* 1976), deutsch-britische Schauspielerin
- Jim Higgins (Rennrodler) (* 1936), US-amerikanischer Rennrodler
- Jim Higgins (Politiker) (* 1945), irischer Politiker
- Joe Higgins (* 1949), irischer Politiker
- John Higgins (Cricketspieler) (1885–1970), britischer Cricketspieler
- John Higgins (Admiral) (1899–1973), US-amerikanischer Admiral
- John Higgins (Schwimmer) (1916–2004), US-amerikanischer Schwimmer
- John Higgins (Comiczeichner) (* 1949), britischer Comiczeichner
- John Higgins (* 1975), schottischer Snookerspieler
- John Higgins (Theaterschaffender) († 2011), US-amerikanischer Theaterschaffender
- John C. Higgins (1908–1995), US-amerikanischer Drehbuchautor
- John Gilbert Higgins (1891–1963), kanadischer Politiker
- John McLaughlin Higgins (1961–2006), US-amerikanischer Journalist
- John Michael Higgins (* 1963), US-amerikanischer Schauspieler
- John Patrick Higgins (1893–1955), US-amerikanischer Politiker
- Jon B. Higgins (1936–1984), US-amerikanischer Musikwissenschaftler und -pädagoge und Sänger Karnatischer Musik
- Johnnie Lee Higgins (* 1983), US-amerikanischer Footballspieler
- José Consuegra Higgins († 2013), kolumbianischer Schriftsteller und Sozialwissenschaftler
- Joseph Higgins (1838–1915), römisch-katholischer Bischof
- Julia Higgins (* 1942), britische Chemieingenieurin und Hochschullehrerin

### K
- Kenneth Higgins (1919–2008), britischer Kameramann
- Kenny Higgins (* 1982), US-amerikanischer Footballspieler

### M
- Maeve Higgins (* 1981), irische Journalistin, Buchautorin, Comedienne und Filmschauspielerin
- Margaret Higgins (1843–1884), irische Mörderin, siehe Schwarze Witwen von Liverpool
- Marguerite Higgins (1920–1966), US-amerikanische Journalistin
- Marie Musaeus Higgins (1855–1926), deutsch-US-amerikanische Theosophin und Pädagogin
- Mary Higgins Clark (1927–2020), US-amerikanische Autorin
- Matt Higgins (* 1977), kanadischer Eishockeyspieler
- Michael Higgins (Schauspieler) (1920–2008), US-amerikanischer Schauspieler
- Michael D. Higgins (* 1941), irischer Dichter und Politiker (Irish Labour Party), Staatspräsident seit 2011
- Michael Longuet-Higgins (1925–2016), britischer Mathematiker und Geophysiker
- Missy Higgins (* 1983), australische Singer-Songwriterin

### N
- Norm Higgins (* 1936), US-amerikanischer Marathonläufer

### P
- Pattillo Higgins (1863–1955), US-amerikanischer Erdölsucher und Unternehmer
- Peter Higgins (1928–1993), britischer Leichtathlet
- Polly Higgins (1968–2019), britische Rechtsanwältin und Expertin für Ökozide

### R
- Rashard Higgins (* 1994), US-amerikanischer American-Football-Spieler
- Reginald Higgins (1930–1979), englischer Rugby-Union-Spieler
- Reynold Higgins (1916–1993), britischer Archäologe
- Richard Brendan Higgins (* 1944), irischer Geistlicher, Weihbischof im US-amerikanischen Militärordinariat
- Richard W. Higgins (1922–1957), US-amerikanischer Pilot
- Robert Higgins (1925–1998), US-amerikanischer Gewichtheber
- Robina Higgins (1915–1990), kanadische Leichtathletin
- Rosalyn Higgins (* 1937), britische Richterin
- Ross Higgins (1930–2016), australischer Schauspieler
- Ruaidhri Higgins (* 1984), nordirischer Fußballspieler

### S
- Sabina Higgins (* 1941), irische Schauspielerin, Aktivistin und die Ehefrau des irischen Präsidenten Michael D. Higgins
- Sandy Higgins (Fußballspieler, 1863) (Alexander Higgins; 1863–1920), schottischer Fußballspieler
- Sandy Higgins (Fußballspieler, 1869) (William Higgins; 1869–??), schottischer Fußballspieler
- Sandy Higgins (Fußballspieler, 1885) (Alexander Higgins; 1885–1939), schottischer Fußballspieler und -trainer
- Scott Higgins (* 1984), englischer Poolbillardspieler
- Shannon Higgins-Cirovski (* 1968), US-amerikanische Fußballspielerin und -trainerin

### T
- Tee Higgins (* 1999), US-amerikanischer American-Football-Spieler
- Terence Higgins, Baron Higgins (* 1928), britischer konservativer Politiker und Silbermedaillengewinner bei den Commonwealth Games
- Thomas Higgins (18./19. Jh.), spanischer Karmelit, Romanist, Hispanist und Lexikograf irischer Herkunft
- Thomas J. Higgins (1831–1917), US-amerikanischer Soldat
- Tim Higgins (Timothy Raymond Higgins; * 1958), kanadischer Eishockeyspieler und -scout

### V
- Victor Higgins (1884–1949), US-amerikanischer Maler

### W
- William Higgins (Chemiker) (1763–1825), irischer Chemiker
- William Higgins (Tennisspieler), US-amerikanischer Tennisspieler
- William Higgins (Regisseur) (1942–2019), US-amerikanischer Filmregisseur
- William L. Higgins (1867–1951), US-amerikanischer Politiker
- William Victor Higgins (1884–1949), US-amerikanischer Maler

### Y
- Yvette Higgins (* 1978), australische Wasserballspielerin

### Fiktive Personen
- Bryan Edgar Higgins, Hauptfigur in Edgar-Wallace-Filmen
- Henry Higgins, Hauptfigur im Musical My Fair Lady
- Jonathan Higgins, Hauptfigur in Magnum (Fernsehserie)